# Antonio Alkana
Antonio Alkana (né le 12 avril 1990 au Cap) est un athlète sud-africain, spécialiste du 110 mètres haies.

## Biographie
Sur 110 m haies, il porte son record à 13 s 47 à l'occasion des Paavo Nurmi Games à Turku le 25 juin 2015, ce qui le qualifie pour les Championnats du monde à Pékin. Aux championnats du monde il est éliminé en séries, mais en septembre il remporte la course des Jeux africains de Brazzaville en 13 s 32, un nouveau record personnel.
Lors des championnats du monde en salle à Portland, il est éliminé en séries au millième malgré son record personnel en 7 s 76. Il porte son record personnel du 110 m haies le 22 mai 2016 lors du Meeting international Mohammed-VI de Rabat en 13 s 28, où il se classe 3e de la course.
Le 5 juin 2017, à Prague, Alkana porte son record personnel et celui national à 13 s 11 tout en établissant à cette occasion un record d'Afrique de la discipline, anciennement détenu par Lehann Fourie en 13 s 24 en 2012.

## Palmarès
| Date | Compétition            | Lieu             | Résultat | Épreuve     | Temps   |
| ---- | ---------------------- | ---------------- | -------- | ----------- | ------- |
| 2015 | Jeux africains         | Brazzaville      | 1er      | 110 m haies | 13 s 32 |
| 2016 | Championnats d'Afrique | Durban           | 1er      | 110 m haies | 13 s 43 |
| 2018 | Jeux du Commonwealth   | Gold Coast       | 5e       | 110 m haies | 13 s 49 |
| 2018 | Coupe du monde         | Londres          | 3e       | 4 x 100 m   | 38 s 53 |
| 2018 | Championnats d'Afrique | Asaba            | 1er      | 110 m haies | 13 s 51 |
| 2018 | Coupe continentale     | Ostrava          | 4e       | 110 m haies | 13 s 36 |
| 2019 | Ligue de diamant       | Ligue de diamant | 7e       | 110 m haies | 13 s 61 |
| 2022 | Championnats d'Afrique | Saint-Pierre     | 3e       | 110 m haies | 13 s 59 |
| 2022 | Championnats d'Afrique | Saint-Pierre     | 2e       | 4 x 100 m   | 39 s 79 |

## Records
| Épreuve     | Performance  | Lieu   | Date        |
| ----------- | ------------ | ------ | ----------- |
| 110 m haies | 13 s 11 (AR) | Prague | 5 juin 2017 |